# David J. Meltzer

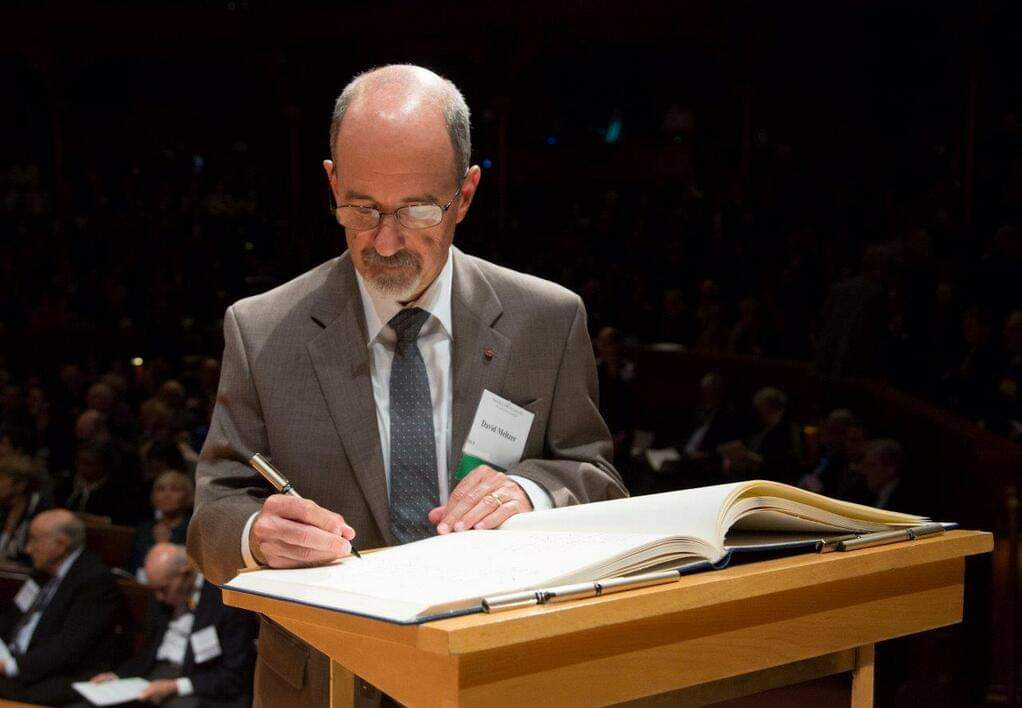
David J. Meltzer

David J. Meltzer (* 1955) ist ein US-amerikanischer Archäologe. Sein Forschungsschwerpunkt liegt auf den Paläoindianern, auf Klima- und Umweltbedingungen während des späten Pleistozän und des Holozän, auf der Prähistorik der Great Plains und der Rocky Mountains sowie auf der Geschichte der nordamerikanischen Archäologie.

## Leben

### Jugend, Studium und akademische Lehrtätigkeit
Meltzer nahm im Alter von 15 Jahren als Highschoolschüler an einer Ausgrabung an der Thunderbird Paleoindian site, einer archäologischen Fundstelle nahe Front Royal, Virginia, teil. Dies weckte sein Interesse an Archäologie. Später studierte er Anthropologie an der University of Maryland und erhielt dort 1977 einen Bachelor of Arts. Anschließend setzte er sein Studium an der Graduate School der University of Washington in Seattle fort. Dort erhielt er 1979 einen Master of Arts sowie 1984 einen Ph.D., jeweils in Anthropologie und Archäologie. Nach seiner Promotion ging er 1984 an die Southern Methodist University. Im Laufe seiner dortigen Lehrtätigkeit durchlief er die Berufungen vom Assistant Professor bis zum Henderson-Morrison Professor of Prehistory.
Meltzer ist Mitglied der National Academy of Sciences, Mitglied der American Academy of Arts and Sciences und Fellow der American Association for the Advancement of Science.

### Archäologische Forschung
Meltzers archäologische Forschung gilt vor allem den Paläoindianern, welche Nordamerika am Ende der letzten Kaltzeit besiedelten. Dabei betrachtet er unter anderem die Rolle der menschlichen Anpassungsfähigkeit an einen neuen Lebensraum und die damit einhergehende Demografie sowie den möglichen Verlauf eben selbiger Prozesse, und wie diese sich archäologisch nachweisen lassen können. Hierbei sind für Meltzer auch klimatische Bedingungen und die Zusammensetzung von Flora und Fauna des späten Pleistozän und des Holozän von Interesse. Des Weiteren forschte er, unter anderem mit Don Grayson, welche Rolle die Clovis-Kultur bei der Ausrottung von Tierarten einnahm. Meltzer und Grayson gehen hierbei von einem eher untergeordneten Einfluss aus.
In seiner archäologischen Feldforschung richtet er sich vor allem auf Jäger-und-Sammler-Kulturen des späten Pleistozän und des mittleren Holozän sowie auf die Paläoökologie der High Plains und der Rocky Mountains. Seit 2000 untersucht er vor allem Fundstellen der Folsom-Kultur.

## Veröffentlichungen (Auswahl)
- Archaeological excavations at an historic drydock, Lock 35, Chesapeake and Ohio Canal. (1979, National Park Service, Denver)
- mit Jim I. Mead [Hrsg.]: Environments and extinctions: man in late glacial North America. (1985, Center for the Study of Early Man, University of Maine, Orono)
- mit Don D. Fowler, Jeremy A. Sabloff [Hrsg.]: American archaeology: past and future. (1986, Smithsonian Institution Press, Washington, D.C.)
- mit Tom D. Dillehay [Hrsg.]: The first Americans: search and research. (1991, CRC Press, Boca Raton, Florida)
- mit Robert C. Dunnell [Hrsg.]: The archaeology of William Henry Holmes. (1992, Classics of Smithsonian Anthropology, Smithsonian Institution Press, Washington, D.C.)
- Search for the first Americans. (1993, Smithsonian Books, Washington, D.C., St.Remy's Inc., Montreal)
- Folsom: new archaeological investigations of a classic Paleoindian bison kill. (2006, University of California Press, Berkeley)
- First Peoples in a New World: Colonizing Ice Age America (2009, University of California Press, Berkeley)
- Lewis Roberts Binford, 1931–2011. (2011, Biographical Memoirs of the National Academy of Sciences Volume 96) (online).
- The Great Paleolithic War: how science forged an understanding of America's Ice Age past. (2015, University of Chicago Press)